# Calliephialtes braconoides
Calliephialtes braconoides là một loài tò vò trong họ Ichneumonidae.